# Prionodera esmeralda
Prionodera esmeralda là một loài bọ cánh cứng trong họ Chrysomelidae. Loài này được Flowers miêu tả khoa học năm 2004.